# THE IDOLM@STER SideM F@NTASTIC COMBINATION
『THE IDOLM@STER SideM F@NTASTIC COMBINATION』（アイドルマスター サイドエム ファンタスティックコンビネーション）は、2023年10月4日よりランティスからリリースされるキャラクターソングCDシリーズ。

## 概要
「アイドルマスター SideM」のCGライブイベント「315 Production presents F@NTASTIC COMBINATION LIVE」と連動したシングルCDシリーズで、各公演で使用された楽曲が収録されている。公演ごとに2種類のバージョンが同時発売される。
このCDが初収録となる曲は太字で、別ユニットのカバー曲は斜体で表記する。

## BRAINPOWER!!
2023年10月4日発売。同年7月9日に開催された「315 Production presents F＠NTASTIC COMBINATION LIVE 〜BRAINPOWER!!〜」のテーマ曲「Dramatic Anthem」他、各バージョンごとに公演での使用曲を2曲ずつ収録。
収録曲
DRAMATIC STARS盤
1. Dramatic Anthem
歌：DRAMATIC STARS & S.E.M
作詞：松井洋平、作曲：本多友紀（Arte Refact）、編曲：Nika Lenz（Arte Refact）
2. Study Equal Magic!（DRAMATIC STARS Ver.）
歌：DRAMATIC STARS
作詞：松井洋平、作曲・編曲：岡本健介
3. DRIVE A LIVE（DRAMATIC STARS & S.E.M Ver.）
歌：DRAMATIC STARS & S.E.M
作詞・作曲：BNSI（柿埜嘉奈子）、編曲：滝澤俊輔[TRYTONELABO]
4. Dramatic Anthem（Off Vocal）

S.E.M盤
1. Dramatic Anthem
歌：DRAMATIC STARS & S.E.M
2. DRAMATIC NONFICTION（S.E.M Ver.）
歌：S.E.M
作詞：松井洋平、作曲：磯崎健史、編曲：Kon-K
3. Beyond The Dream（DRAMATIC STARS & S.E.M Ver.）
歌：DRAMATIC STARS & S.E.M
作詞：BNSI（柿埜嘉奈子）、作曲・編曲：EFFY
4. Dramatic Anthem（Off Vocal）

## CONNECTIME!!!!-共鳴和音-
2024年3月6日発売。2023年11月18・19日に開催された「315 Production presents F＠NTASTIC COMBINATION LIVE 〜CONNECTIME!!!!〜 -共鳴和音（harmony choad）-」のテーマ曲「組曲 -to All Ages Concerto-」他、各バージョンごとに公演での使用曲を2曲ずつ収録。
収録曲
Altessimo盤
1. 組曲 -to All Ages Concerto-
歌：Altessimo & 彩
作詞：真崎エリカ、作曲・編曲：矢野達也
2. 和風堂々！ 〜WAnderful NIPPON!〜（Altessimo Ver.）
歌：Altessimo
作詞：松井洋平、作曲：江並哲志、編曲：河田貴央
3. DRIVE A LIVE（CONNECTIME!!!! Ver.）
歌：Altessimo & 彩 & legenders & C.FIRST
4. NEXT STAGE!（Short size CONNECTIME!!!! Ver.）
歌：Altessimo & 彩 & legenders & C.FIRST
作詞：柿埜嘉奈子、作曲・編曲：EFFY
5. 組曲 -to All Ages Concerto-（Off Vocal）

彩盤
1. 組曲 -to All Ages Concerto-
歌：Altessimo & 彩
2. Tone's Destiny（彩 Ver.）
歌：彩
作詞：真崎エリカ、作曲：小高光太郎・UiNA、編曲：小高光太郎・石倉誉之
3. Beyond the Dream（CONNECTIME!!!! Ver.）
歌：Altessimo & 彩 & legenders & C.FIRST
4. NEXT STAGE!（Short size CONNECTIME!!!! Ver.）
歌：Altessimo & 彩 & legenders & C.FIRST
5. 組曲 -to All Ages Concerto-（Off Vocal）

## CONNECTIME!!!!-DIMENSION ARROW-
2024年3月6日発売。2023年11月18・19日に開催された「315 Production presents F＠NTASTIC COMBINATION LIVE 〜CONNECTIME!!!!〜 -DIMENSION ARROW-」のテーマ曲「Secret Light」ほか、各バージョンごとに公演での使用曲を2曲ずつ収録。
収録曲
Legenders盤
1. Secret Light
歌：Legenders & C.FIRST
作詞：Safari Natsukawa、作曲・編曲：春川仁志
2. Trust me now（Legenders Ver.）
歌：Legenders
作詞：Kanata Okajima, Hayato Yamamoto、作曲・編曲：伊藤和馬（Arte Refact）
3. DRIVE A LIVE（CONNECTIME!!!! Ver.）
歌：Altessimo & 彩 & legenders & C.FIRST
4. NEXT STAGE!（Short size CONNECTIME!!!! Ver.）
歌：Altessimo & 彩 & legenders & C.FIRST
5. Secret Light（Off Vocal）

C.FIRST盤
1. Secret Light
歌：Legenders & C.FIRST
2. Make New Legend（C.FIRST Ver.）
歌：C.FIRST
作詞：松井洋平、作曲・編曲：本多友紀（Arte Refact）
3. Beyond the Dream（CONNECTIME!!!! Ver.）
歌：Altessimo & 彩 & legenders & C.FIRST
4. NEXT STAGE!（Short size CONNECTIME!!!! Ver.）
歌：Altessimo & 彩 & legenders & C.FIRST
5. Secret Light（Off Vocal）

## HEARTMAKER!!!!-SPIRIT'S WAY-
2024年8月7日発売。同年4月13・14日に開催された「315 Production presents F＠NTASTIC COMBINATION LIVE 〜HEARTMAKER!!!!〜 -SPIRIT'S WAY-」のテーマ曲「ONE LIFE」ほか、各バージョンごとに公演での使用曲を2曲ずつ収録。
収録曲
Beit盤
1. ONE LIFE
歌：Beit & 神速一魂
作詞：結城アイラ、作曲：丸山真由子（Blue Bird's Nest）、編曲：清水武仁（Blue Bird's Nest）
2. 喜怒哀楽万国共通-Burn it up!-（Beit Ver.）
歌：Beit
作詞：結城アイラ、作曲・編曲：河田貴央
3. DRIVE A LIVE（HEARTMAKER!!!! Ver.）
歌：Beit & 神速一魂 & W & THE 虎牙道
4. ONE LIFE（Off Vocal）

神速一魂盤
1. ONE LIFE
歌：Beit & 神速一魂
2. 想いはETERNITY（神速一魂 Ver.）
歌：神速一魂
作詞：真崎エリカ、作曲・編曲：渡辺未来
3. Beyond the Dream（HEARTMAKER!!!! Ver.）
歌：Beit & 神速一魂 & W & THE 虎牙道
4. ONE LIFE（Off Vocal）

## HEARTMAKER!!!!-BELIEVER'S MATCH-
2024年8月7日発売。同年4月13・14日に開催された「315 Production presents F＠NTASTIC COMBINATION LIVE 〜HEARTMAKER!!!!〜 -BELIEVER'S MATCH-」のテーマ曲「vs.BELIEVERS」ほか、各バージョンごとに公演での使用曲を2曲ずつ収録。
収録曲
W盤
1. vs.BELIEVERS
歌：W & THE 虎牙道
作詞：新谷風太、作曲：オタユキ・柿迫ヒカル、編曲：柿迫ヒカル
2. RAY OF LIGHT（W Ver.）
歌：W
作詞：結城アイラ、作曲・編曲：矢鴇つかさ（Arte Refact）
3. DRIVE A LIVE（HEARTMAKER!!!! Ver.）
歌：Beit & 神速一魂 & W & THE 虎牙道
4. vs.BELIEVERS（Off Vocal）

THE 虎牙道盤
1. vs.BELIEVERS
歌：W & THE 虎牙道
2. YELL OF DELIGHT（THE 虎牙道 Ver.）
歌：THE 虎牙道
作詞：結城アイラ、作曲・編曲：アッシュ井上（Dream Monster）
3. Beyond the Dream（HEARTMAKER!!!! Ver.）
歌：Beit & 神速一魂 & W & THE 虎牙道
4. vs.BELIEVERS（Off Vocal）

## PINATATIME!!
2025年3月12日発売。2024年12月1日に開催された「315 Production presents F＠NTASTIC COMBINATION LIVE 〜PINATATIME!!〜」のテーマ曲「PRIZE PINATA！」ほか、各バージョンごとに公演での使用曲を2曲ずつ収録。
収録曲
High×Joker盤
1. PRIZE PINATA！
歌：High×Joker & Café Parade
作詞：松井洋平、作曲・編曲：ByRIN
2. Reversed Masquerade（High×Joker Ver.）
歌：High×Joker
作詞：松井洋平、作曲・編曲：本多友紀（Arte Refact）
3. DRIVE A LIVE（PINATATIME!! Ver.）
歌：High×Joker & Café Parade
4. PRIZE PINATA！（Off Vocal）

Café Parade盤
1. PRIZE PINATA！
歌：High×Joker & Café Parade
2. Sunset★Colors（Café Parade Ver.）
歌：Café Parade
作詞：結城アイラ、作曲・編曲：本田光史郎
3. Beyond the Dream（PINATATIME!! Ver.）
歌：High×Joker & Café Parade
4. PRIZE PINATA！（Off Vocal）

## CHOCOFFICERANGER!!
2025年8月6日発売。同年5月17日に開催された「315 Production presents F＠NTASTIC COMBINATION LIVE 〜CHOCOFFICERANGER!!〜」のテーマ曲「ムゲンダイグロウアップ！」ほか、各バージョンごとに公演での使用曲を2曲ずつ収録。
収録曲
FRAME盤
1. ムゲンダイグロウアップ！
歌：FRAME & もふもふえん
作詞：真崎エリカ、作曲・編曲：桑原佑介
2. そだてっ！たいむかぷせる（FRAME Ver.）
歌：FRAME
作詞：真崎エリカ、作曲・編曲：ヒゲドライバー
3. DRIVE A LIVE（CHOCOFFICERANGER!! Ver.）
歌：FRAME & もふもふえん
4. ムゲンダイグロウアップ！（Off Vocal）

もふもふえん盤
1. ムゲンダイグロウアップ！
歌：FRAME & もふもふえん
2. リビングアイズヒーロー（もふもふえん Ver.）
歌：もふもふえん
作詞：真崎エリカ、作曲・編曲：陶山隼
3. Beyond the Dream（CHOCOFFICERANGER!! Ver.）
歌：FRAME & もふもふえん
4. ムゲンダイグロウアップ！（Off Vocal）

## AtoZto!!
2025年8月6日発売。同年5月18日に開催された「315 Production presents F＠NTASTIC COMBINATION LIVE 〜AtoZto!!〜」のテーマ曲「GRAND-NEW UNIVERSE」ほか、各バージョンごとに公演での使用曲を2曲ずつ収録。
収録曲
Jupiter盤
1. GRAND-NEW UNIVERSE
歌：Jupiter & F-LAGS
作詞：マイクスギヤマ、作曲・編曲：日比野裕史(Blue Bird's Nest)
2. ♡Cupids!（Jupiter Ver.）
歌：Jupiter
作詞：結城アイラ、作曲・編曲：山元祐介
3. DRIVE A LIVE（AtoZto!! Ver.）
歌：Jupiter & F-LAGS
4. GRAND-NEW UNIVERSE（Off Vocal）

F-LAGS盤
1. GRAND-NEW UNIVERSE
歌：Jupiter & F-LAGS
2. Radiant Letter（F-LAGS Ver.）
歌：F-LAGS
作詞：真崎エリカ、作曲・編曲：佐々木裕
3. Beyond the Dream（AtoZto!! Ver.）
歌：Jupiter & F-LAGS
4. GRAND-NEW UNIVERSE（Off Vocal）

### ユニットメンバー
1. 1 2 3  天道輝（仲村宗悟）、桜庭薫（内田雄馬）、柏木翼（八代拓）
2. 1 2 3  硲道夫（伊東健人）、舞田類（榎木淳弥）、山下次郎（中島ヨシキ）
3. 1 2 3  都築圭（土岐隼一）、神楽麗（永野由祐）
4. 1 2 3  猫柳キリオ（山下大輝）、華村翔真（バレッタ裕）、清澄九郎（中田祐矢）
5. 1 2 3  葛之葉雨彦（笠間淳）、北村想楽（汐谷文康）、古論クリス（駒田航）
6. 1 2 3  天峰秀（伊瀬結陸）、花園百々人（宮﨑雅也）、眉見鋭心（大塚剛央）
7. 1 2 3  鷹城恭二（梅原裕一郎）、ピエール（堀江瞬）、渡辺みのり（高塚智人）
8. 1 2 3  紅井朱雀（益山武明）、黒野玄武（深町寿成）
9. 1 2 3  蒼井享介（山谷祥生）、蒼井悠介（菊池勇成）
10. 1 2 3  大河タケル（寺島惇太）、円城寺道流（濱野大輝）、牙崎漣（小松昌平）
11. 1 2 3  伊瀬谷四季（野上翔）、秋山隼人（千葉翔也）、若里春名（白井悠介）、冬美旬（永塚拓馬）、榊夏来（渡辺紘）
12. 1 2 3  神谷幸広（狩野翔）、東雲荘一郎（天﨑滉平）、アスラン＝ベルゼビュートII世（古川慎）、卯月巻緒（児玉卓也）、水嶋咲（小林大紀）
13. 1 2 3  握野英雄（熊谷健太郎）、木村龍（濱健人）、信玄誠司（増元拓也）
14. 1 2 3  岡村直央（矢野奨吾）、橘志狼（古畑恵介）、姫野かのん（村瀬歩）
15. 1 2 3  天ヶ瀬冬馬（寺島拓篤）、御手洗翔太（松岡禎丞）、伊集院北斗（神原大地）
16. 1 2 3  秋月涼（三瓶由布子）、兜大吾（浦尾岳大）、九十九一希（比留間俊哉）